# Optomec
Optomec est un fabricant américain d'imprimantes 3D. il a notamment signé un contrat avec l'US Air Force pour la réparation d'aubes de turbine en 2020,.

## Technologies
Optomec utilise deux technologies d'impression 3D différentes :
- le procédé LENS (Laser Engineering Net Shape) de la catégorie Direct Energie Deposition pour les métaux[5],[6].
- le procédé AJP (Aerosol Jet Printing) de la catégorie Material Jetting pour l'electronique imprimé[7],[8],[9].